# Wonderful Crazy Night
Wonderful Crazy Night — тридцать второй студийный альбом британского автора-исполнителя Элтона Джона, выпущенный 5 февраля 2016 года.

## Об альбоме
Это первый студийный альбом Элтона Джона со времён The Captain & The Kid, запись которого он проводил со своей группой The Elton John Band, а не с приглашёнными музыкантами. Процесс сочинения и записи всех песен занял 17 дней.

## Отзывы
| Совокупная оценка | Совокупная оценка |
| Источник          | Оценка            |
| ----------------- | ----------------- |
| Metacritic        | 70/100            |
| Оценки критиков   |                   |
| Источник          | Оценка            |
| Allmusic          | [ 7 ]             |
| The Guardian      | [ 8 ]             |
| The Independent   | [ 9 ]             |
| Rolling Stone     | [ 10 ]            |

Альбом получил в основном положительные отзывы критиков. На Metacritic альбом имеет 70% положительных отзывов из 17 "в целом благоприятных" отзывов. Журнал Rolling Stone поставил альбом на 39 место в свой список лучших альбомов 2016 года.

## Список композиций
Слова и музыка написаны Элтоном Джоном и Берни Топином.
| №                   | Название                | Длительность |
| ------------------- | ----------------------- | ------------ |
| 1.                  | «Wonderful Crazy Night» | 3:13         |
| 2.                  | «In the Name of You»    | 4:33         |
| 3.                  | «Claw Hammer»           | 4:22         |
| 4.                  | «Blue Wonderful»        | 3:37         |
| 5.                  | «I've Got 2 Wings»      | 4:35         |
| 6.                  | «A Good Heart»          | 4:50         |
| 7.                  | «Looking Up»            | 4:06         |
| 8.                  | «Guilty Pleasure»       | 3:38         |
| 9.                  | «Tambourine»            | 4:17         |
| 10.                 | «The Open Chord»        | 4:04         |
| Общая длительность: | Общая длительность:     | 41:15        |

| №                   | Название              | Длительность |
| ------------------- | --------------------- | ------------ |
| 11.                 | «Free and Easy»       | 3:55         |
| 12.                 | «England and America» | 3:51         |
| Общая длительность: | Общая длительность:   | 49:01        |

| №                   | Название              | Длительность |
| ------------------- | --------------------- | ------------ |
| 11.                 | «Free and Easy»       | 3:55         |
| 12.                 | «Children's Song»     | 3:49         |
| 13.                 | «No Monsters»         | 4:58         |
| 14.                 | «England and America» | 3:51         |
| Общая длительность: | Общая длительность:   | 57:48        |

| №                   | Название                                   | Длительность |
| ------------------- | ------------------------------------------ | ------------ |
| 11.                 | «Free and Easy»                            | 3:55         |
| 12.                 | «England and America»                      | 3:51         |
| 13.                 | «Looking Up (живое исполнение)»            | 3:22         |
| 14.                 | «Wonderful Crazy Night (живое исполнение)» | 3:15         |
| Общая длительность: | Общая длительность:                        | 55:38        |

## Чарты
| Чарт (2016)                        | Высшая позиция |
| ---------------------------------- | -------------- |
| Australian Albums (ARIA)           | 11             |
| Бельгия/Фландрия (Ultratop)        | 26             |
| Бельгия/Валлония (Ultratop)        | 26             |
| Нидерланды (Album Top 100)         | 43             |
| Германия (Offizielle Top 100)      | 10             |
| Ирландия (IRMA)                    | 41             |
| Италия (Classifica album)          | 15             |
| New Zealand Albums (RMNZ)          | 11             |
| Swedish Albums (Sverigetopplistan) | 15             |
| Великобритания (UK Albums Chart)   | 6              |